# Miłość musiała nadejść
Miłość musiała nadejść (oryg. Pyaar To Hona Hi Thi) – bollywoodzki komediodramat miłosny, remake hollywoodzkiego filmu "French Kiss", wyreżyserowany w 1998 roku przez Aneesa Bazmeego, autora Hulchul i No Entry. Za rolę w tym filmie Kajol była nominowana do Nagrody Filmfare dla Najlepszej Aktorki.

## Obsada
- Ajay Devgan – Shekhar
- Kajol – Sanjana
- Bijay Anand – Rahul Bajaj
- Kashmira Shah – Nisha
- Tiku Talsania – Kumar Mangat (jako Tikku Talsania)
- Reema Lagoo – Babhi – szwagierka Shekhara
- Harish Patel – szef Rahula i Sanjany
- Anjaan Srivastav – ojciec Shekhara
- Om Puri – inspektor Khan